# Porricondyla neglecta
Porricondyla neglecta är en tvåvingeart som beskrevs av Boris Mamaev 1965. Porricondyla neglecta ingår i släktet Porricondyla och familjen gallmyggor. Inga underarter finns listade i Catalogue of Life.